# 特氏上口脂鯉
特氏上口脂鯉，俗稱特納茲鉛筆魚，為輻鰭魚綱脂鯉目脂鯉亞目上口脂鯉科的其中一個種。

## 分布
本魚分布於南美洲巴西、蓋亞那、法屬圭亞那、蘇利南、委內瑞拉的溪流。

## 特徵
本魚體呈金黃色，軀體上有三條深色條紋。頭部扁平，吻部長又細。口上位，嘴尖上有紅色。尾鰭呈黃色，尾柄周圍為紅色，小脂鰭也呈紅色。體長約12公分。

## 生態
本魚棲息淡水溪流中，性情溫和，屬雜食性，以蠕蟲、甲殼動物、昆蟲與植物等為食，以倒立的方式游動和覓食。

## 經濟利用
為觀賞性魚類，飼養時需要大量的綠色植物和活動空間。